# Leichtathletik-Europameisterschaften 1958/400 m Hürden der Männer

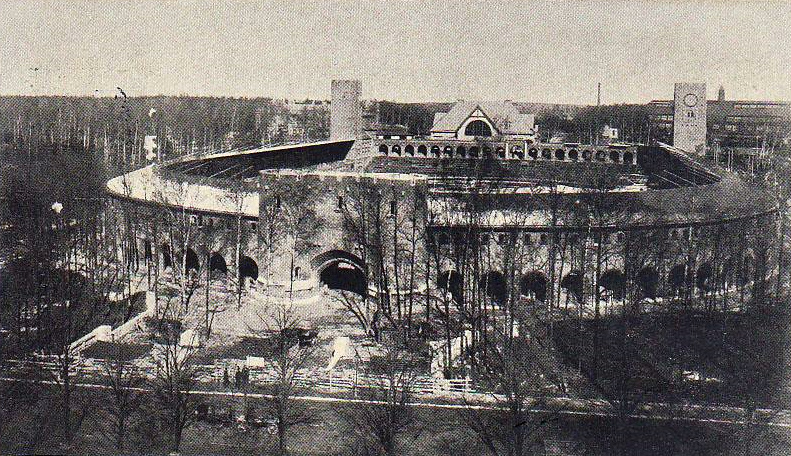
Ansichtskarte des Stockholmer Olympiastadions aus dem Jahr 1912

Der 400-Meter-Hürdenlauf der Männer bei den Leichtathletik-Europameisterschaften 1958 wurde vom 20. bis 22. August 1958 im Stockholmer Olympiastadion ausgetragen.
Europameister wurde der sowjetische Europarekordler Juri Litujew. Er gewann vor dem Schweden Per-Owe Trollsås. Bronze ging an den Schweizer Bruno Galliker.

## Rekorde

### Bestehende Rekorde
| Weltrekord           | 49,2 s | Glenn Davis   | Budapest, Ungarn                          | 6. August 1958     |
| Europarekord         | 50,4 s | Juri Litujew  | Budapest, Ungarn                          | 20. September 1953 |
| Europarekord         | 50,4 s | Juri Litujew  | Taschkent, Sowjetunion (heute Usbekistan) | 14. Oktober 1956   |
| Meisterschaftsrekord | 50,5 s | Anatoli Julin | EM Bern, Schweiz                          | 29. August 1954    |

### Rekordverbesserungen
- Der bestehende EM-Rekord wurde bei diesen Europameisterschaften nicht erreicht. Die schnellste Zeit von 51,0 Sekunden wurde zweimal erzielt:
  - Juri Litujew (Sowjetunion), späterer Europameister, erstes Halbfinale am 21. August
  - Per-Owe Trollsås (Schweden), späterer Vizeeuropameister, zweites Halbfinale am 21. August
- Es wurden zwei Landesrekorde neu aufgestellt sowie ein weiterer egalisiert:
  - 51,8 s (Verbesserung) – Bruno Galliker (Schweiz), erstes Halbfinale am 21. August
  - 51,0 s (Verbesserung) – Per-Owe Trollsås (Schweden), zweites Halbfinale am 21. August
  - 51,8 s (Egalisierung) – Bruno Galliker (Schweiz), Finale am 22. August

## Vorrunde
20. August 1958, 11.30 Uhr
Die Vorrunde wurde in vier Läufen durchgeführt. Die ersten drei Athleten pro Lauf – hellblau unterlegt – qualifizierten sich für das Halbfinale.

### Vorlauf 1
| Platz | Name              | Nation         | Zeit (s) |
| ----- | ----------------- | -------------- | -------- |
| 1     | Sven-Oswald Mildh | Finnland       | 52,7     |
| 2     | Hans Dittner      | Deutschland    | 53,0     |
| 3     | Chris Goudge      | Großbritannien | 53,1     |
| 4     | Germano Gimelli   | Italien        | 53,3     |

### Vorlauf 2
| Platz | Name               | Nation       | Zeit (s) |
| ----- | ------------------ | ------------ | -------- |
| 1     | Anatoli Julin      | Sowjetunion  | 52,5     |
| 2     | Per-Owe Trollsås   | Schweden     | 52,8     |
| 3     | Janusz Kotliński   | Polen        | 53,4     |
| 4     | Ioannis Kambadelis | Griechenland | 53,6     |
| 5     | Jussi Rintamäki    | Finnland     | 54,5     |

### Vorlauf 3
| Platz | Name                  | Nation      | Zeit (s) |
| ----- | --------------------- | ----------- | -------- |
| 1     | Ilie Savel            | Rumänien    | 52,2     |
| 2     | Moreno Martini        | Italien     | 52,6     |
| 3     | Juri Litujew          | Sowjetunion | 53,0     |
| 4     | Jan Erik Guldbrandsen | Norwegen    | 53,6     |
| 5     | Emil Weber            | Schweiz     | 54,8     |

### Vorlauf 4
| Platz | Name           | Nation         | Zeit (s) |
| ----- | -------------- | -------------- | -------- |
| 1     | Helmut Janz    | Deutschland    | 52,1     |
| 2     | Tom Farrell    | Großbritannien | 52,5     |
| 3     | Bruno Galliker | Schweiz        | 53,0     |
| 4     | Kai Sjøberg    | Norwegen       | 53,2     |
| 5     | Hans Lindgren  | Schweden       | 53,6     |

## Halbfinale
21. August 1958, 15.50 Uhr
In den beiden Halbfinalläufen qualifizierten sich die jeweils ersten drei Athleten – hellblau unterlegt – für das Finale.

### Lauf 1

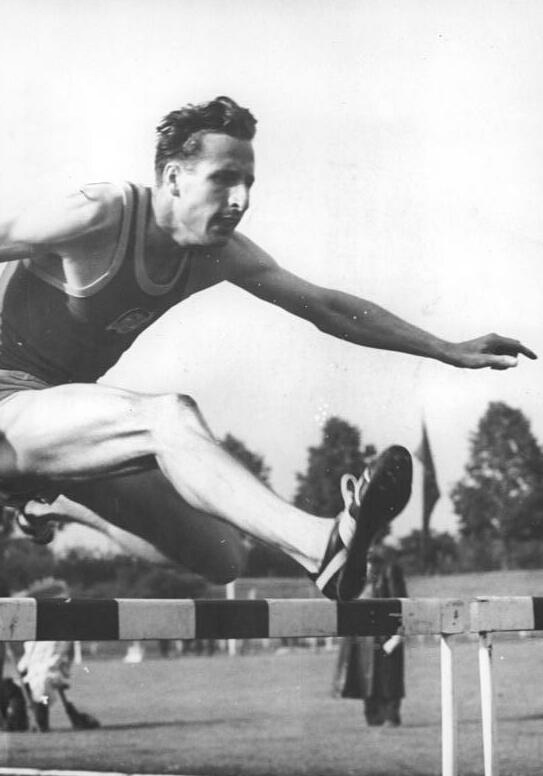
Als Fünfter des zweiten Halbfinals erreichte Hans Dittner nicht das Finale

| Platz | Name             | Nation         | Zeit (s) |
| ----- | ---------------- | -------------- | -------- |
| 1     | Juri Litujew     | Sowjetunion    | 51,0     |
| 2     | Bruno Galliker   | Schweiz        | 51,8 NR  |
| 3     | Chris Goudge     | Großbritannien | 52,0     |
| 4     | Helmut Janz      | Deutschland    | 52,5     |
| 5     | Janusz Kotliński | Polen          | 53,2     |
| 6     | Moreno Martini   | Italien        | 53,7     |

### Lauf 2
| Platz | Name              | Nation         | Zeit (s) |
| ----- | ----------------- | -------------- | -------- |
| 1     | Per-Owe Trollsås  | Schweden       | 51,0 NR  |
| 2     | Anatoli Julin     | Sowjetunion    | 51,3     |
| 3     | Tom Farrell       | Großbritannien | 51,8     |
| 4     | Sven-Oswald Mildh | Finnland       | 51,8     |
| 5     | Hans Dittner      | Deutschland    | 53,3     |
| DSQ   | Ilie Savel        | Rumänien       |          |

## Finale

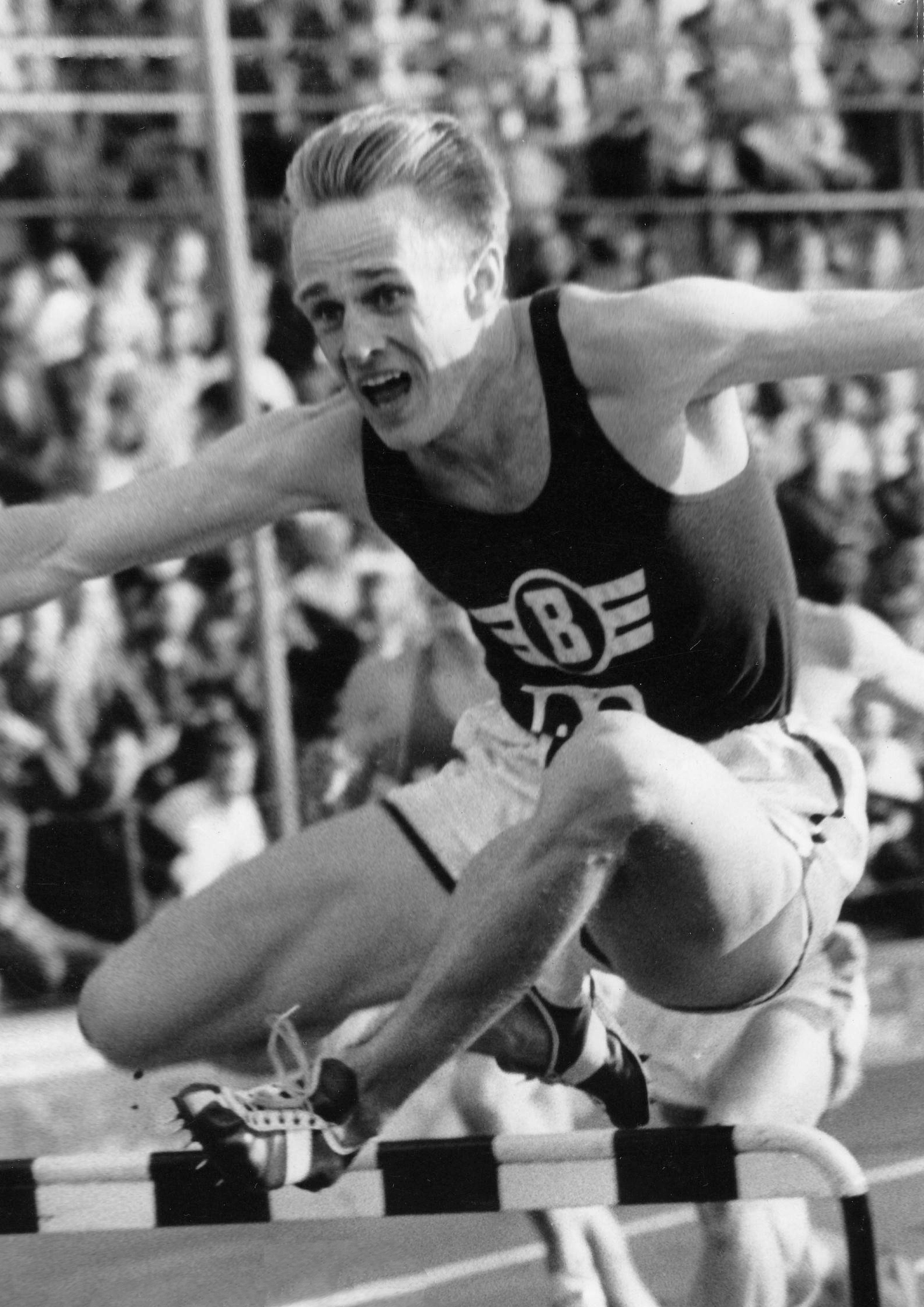
Vizeeuropameister
Per-Owe Trollsås stellte im Halbfinale einen neuen schwedischen Landesrekord auf

22. August 1958, 16.30 Uhr
| Platz | Name             | Nation         | Zeit (s) |
| ----- | ---------------- | -------------- | -------- |
| 1     | Juri Litujew     | Sowjetunion    | 51,1     |
| 2     | Per-Owe Trollsås | Schweden       | 51,6     |
| 3     | Bruno Galliker   | Schweiz        | 51,8 NRe |
| 4     | Tom Farrell      | Großbritannien | 52,0     |
| 5     | Anatoli Julin    | Sowjetunion    | 52,3     |
| 6     | Chris Goudge     | Großbritannien | 53,6     |